# デルタもん
デルタもんは、BlendAI株式会社が公開した架空のアンドロイドのキャラクターである。プロデュースは小宮自由が行い、キャラクターデザインは榊正宗が手掛けている。声優は心愛ココ。

## 概要
BlendAIは、ギリシャ文字の24文字をモチーフにしたキャラクターシリーズ「アルファパラダイスプロジェクト」を展開しており、デルタもんはその第1弾として2024年1月19日に公開された。公式サイトでは、デルタもんはAI技術の進展を象徴する新たなキャラクターであり、科学の発展を支援するために生み出されたとしている。「デルタもん」という名前は、新型コロナウイルス感染症（COVID-19）を引き起こすウイルスの変異株の一種「デルタ株」の影響による「デルタ」のネガティブな印象を払拭し、よりポジティブなイメージを持ってもらえるようにとの思いが込められている。なお、デザインを担当した榊正宗がかかわっている「東北ずん子・ずんだもんプロジェクト」のキャラクター・ずんだもんと名前が類似しているが、榊は「異なるプロジェクト」と述べている。
デルタもんに関する二次創作はAIを使ったもののみ可能となっており、作品の制作過程で一部でもAIが使われていれば、商用・非商用問わず、原則として無制限に利用することができる。デルタもんの元となるイラストはAIによるものではなく紙の上で手描きしてスキャンしたもので、公式サイトでは描画の様子を収録したタイムラプス動画とともに「デルタもんのデザインはアナログ作画によって人間がデザインしています。そのため、著作権上の問題はございません。安心してご利用ください。」という文章が記載されている。また、BlendAI 代表の小宮自由は、「榊とは著作者人格権の不行使契約を結んでおり、著作者人格権の問題も生じない」と述べている。
2024年1月29日には、デルタもんがAI領域において自由に使えることを示すためにNFTを発行したとBlendAIが発表した。
一方で、完全に人間の手のみで描かれた作品など、AIと無関係な二次創作や商業利用は禁止されている。
デルタもんの3DCGモデルの制作資金を調達するため、2024年3月1日よりCAMPFIREでのクラウドファンディングが行われ、目標達成した。

## 設定
- 経過年数：製造後11年
- 身長：144cm
- 誕生日：2213年1月19日
- 好きな食べ物：ショートケーキ（デルタ型に切ったケーキ）
- 趣味：三角形のものが好き
- 特技・能力：デルタディメンションポケットに2つのものを入れる事で、融合した新しいものを生み出せる
- 性格：ポンコツなお嬢様
- 時給：44円[12]